# Pruna
Pruna er en by og kommune i det sydlige Spanien i provinsen Sevilla. Den har et indbyggertal på 2.509 (2024) indbyggere.